# Androstendiona
Androstenediona o Androstendiona (també coneguda com a 4-androstenediona) és una hormona esteroide de 19 àtoms de carboni produïda en la glàndula adrenal i les gònades com un pas intermedi en la via bioquímica que produeix la testosterona i l'estrona i l'estradiol.

## Síntesi

Esteroidogènsi. L'androstenediona és al centre.

L'androstenediona és el precursor comú de les hormones sexuals masculines i femenines. També se secreta una part dins del plasma sanguini i es pot convertir en teixits perifèrics a testosterona i estrogens.
L'androstenediona es pot sintetitzar per dues vies. La primera necessita l'enzim 3Beta Hidroxisteroide deshidrogenasa i la segona implica la conversió de 17-hidroxiprogesterona, un precursor del cortisol, a androstenediona.
L'androstenediona es converteix després o bé a testosterona o a estrogen.

## Funció endocrina
En femelles, l'androstenediona s'allibera a la sang per les cèl·lules theca. L afunció és proporcionar substrat d'androstenediona per la producció d'estrogen en les cèl·lules granulosa.

## Androstenediona com a suplement

### Història
L'androstenediona va ser fabricada com suplement ditètic sovint anomenat andro (o andros). Sports Illustrated va encarregar que Patrick Arnold introduís androstenediona al mercat d'Amèrica del Nord. Andro era legal i es podia comprar a tots els Estats Units i va ser d'ús comú a la lliga de beisbol (Major League Baseball a la dècada de 1990. Aquest suplement està prohibit per l'Agència Mundial Anti Dopatge (World Anti-Doping Agency) i, per tant, pels Jocs Olímpics.
Des de la llei de 12 de març de 2004 (Anabolic Steroid Control Act de 2004) aquesta i altres substàncies d'esteroides anabòlics i prohormones estan prohibides als Estats Units. Malgrat que l'androstenediona ha quedat legalment definida com un esteroide anabòlic en realitat no és de naturalesa anabòlica.
També està prohibida l'androstenediona per les forces militars dels Estats Units.

## Imatges

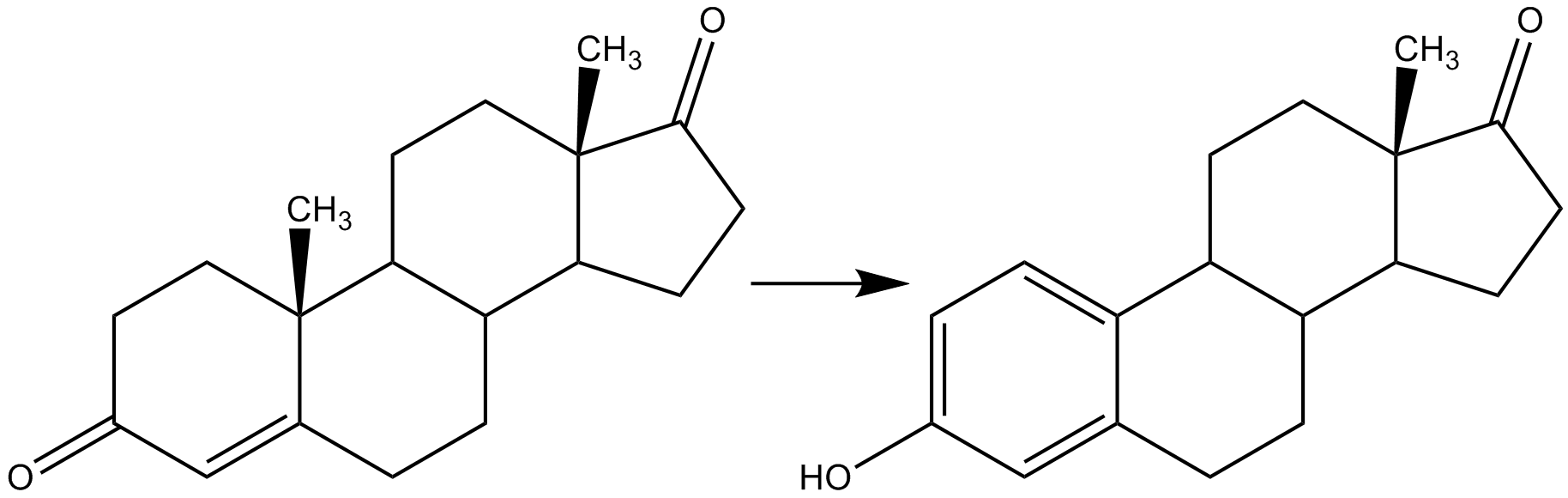
Conversió d'androstendiona a Estrona
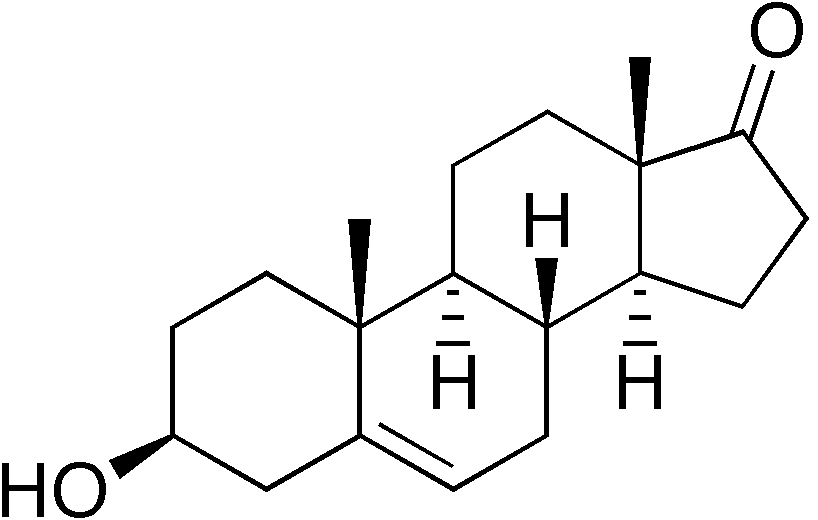
Dehidroepiandrosterona
17-Hidroxiprogesterona
Testosterona
Estrona